# Kamienice Śledziowe w Legnicy
Kamienice Śledziowe (także: Śledziówki) – zespół ośmiu trójkondygnacyjnych zabytkowych kamienic zlokalizowanych w bloku śródrynkowym w Legnicy, w bezpośrednim sąsiedztwie Starego Ratusza.
Zespół renesansowych (czterech) i klasycystycznych (czterech) kamienic powstał prawdopodobnie w XVI wieku na miejscu dawnych kramów śledziowych (pierwsza wzmianka o ich istnieniu jest datowana na 1574 rok). Zróżnicowanie stylowe jest efektem licznych przebudów, jakie dotknęły te budowle w przeciągu następnych wieków. Budynek najbliższy ratuszowi posiada gotyckie piwnice. Kamienice nr 54 oraz 55 są zdobione sgraffitami. Dekoracja ta powstała około 1570 roku, potem została zasłonięta tynkiem i ponownie odsłonięta w roku 1934. W okrągłych polach kartuszy umieszczono herb księstwa legnicko-brzeskiego oraz wizerunek damskiej i męskiej głowy. W latach 1961–1962 odsłonięto zamurowane dawniej podziemia, w latach 1962–1964 przeprowadzono renowację kamienic.